# Kiki Vandeweghe
Ernest Maurice « Kiki » Vandeweghe III (né le 1er août 1958 à Wiesbaden en Allemagne) est un joueur puis entraîneur de la National Basketball Association (NBA).

## Biographie
Formé à l'Université de Californie à Los Angeles, il joue pendant quatre saisons avec les Bruins, avec des moyennes de 24,9 points et 5,0 rebonds, disputant une finale du championnat NCAA en 1980, finale perdue sur le score de 59 à 54 face aux Cardinals de Louisville.
Il est choisi en onzième position par les Mavericks de Dallas lors de la Draft 1980 de la NBA. Refusant de jouer pour cette franchise, il fait l'objet d'un transfert qui l'envoie rejoindre les Nuggets de Denver. Il termine deuxième marqueur de la ligue lors de la saison 1982-1983 avec une moyenne de 26,7 points par matchs, derrière son coéquipier des Nuggets Alex English, puis troisième la saison suivante avec une moyenne de 29,4 derrière Adrian Dantley et Mark Aguirre. Lors de ces deux saisons, il participe au NBA All-Star Game,. Lors de l'intersaison suivant cette saison, il fait partie d'un échange qui l'envoie rejoindre les Trail Blazers de Portland, franchise avec laquelle il évolue jusqu'en février 1989 où il fait partie d'un nouveau transfert, pour jouer avec les Knicks de New York. Après deux saisons, il est libéré par ceux-ci et il signe en tant qu'agent libre, free-agent, en faveur des Clippers de Los Angeles, où il dispute une saison pour des statistiques de 6,2 points, 1,2 rebond en 12 minutes.
En 2001, il est nommé formateur et superviseur général des jeunes joueurs aux Nuggets de Denver. Il est notamment à l'origine de l'arrivée de Carmelo Anthony ou Marcus Camby. Son contrat prend fin en 2006, et il se reconvertit alors comme consultant pour des chaînes de télévision lors de la saison 2006-2007 de NBA. Fin 2007, il est alors engagé aux Nets du New Jersey comme assistant principal chargé du recrutement. En 2009-2010, il est désigné entraîneur en chef de l'équipe, succédant en cours de saison à Lawrence Frank, zéro victoire pour seize défaites, puis Tom Barrise, deux défaites en autant de match. Le bilan de Kiki Vandeweghe est de douze victoires pour cinquante-deux défaites. Son contrat n'est pas renouvelé lors de la saison suivante.

## Pour approfondir
- Liste des meilleurs marqueurs en NBA en carrière.